# Zavityinszki járás
A Zavityinszki járás (oroszul Завити́нский райо́н) Oroszország egyik járása az Amuri területen. Székhelye Zavityinszk.

## Népesség
- 1989-ben 29 637 lakosa volt.
- 2002-ben 20 198 lakosa volt.
- 2010-ben 15 970 lakosa volt.